# 2015年ヨーロッパ競技大会における柔道競技
2015年ヨーロッパ競技大会における柔道競技は2015年6月25日から28日の4日間にわたって、アゼルバイジャンのバクーで男女7階級の個人戦及び団体戦が実施された。また、視覚障害者の個人戦が男女1階級実施された。

## 大会概要
今大会は2015年4月にスコットランドのグラスゴーで開催される予定だったヨーロッパ選手権をも兼ねる大会となった。そのため、ヨーロッパ選手権と2015年ヨーロッパ競技大会それぞれのメダルが各メダリストに授与された。
2015年2月にヨーロッパ柔道連盟(EJU)は、4月にグラスゴーで開催される予定だったヨーロッパ選手権の中止を公表した。UFCがイギリス柔道連盟と提携して今大会のスポンサーになったことはEJUが設けている評価基準に合致しないとして、主催のイギリス柔道連盟から大会の開催権を剥奪した。UFCと契約を結んだことはEJUが有する価値観にそぐわないという。EJUの判断を受けてUFCがスポンサーから降りてもこの決定が覆されることはなかった。開催地を変更したことに関してEJU会長であるロシアのセルゲイ・ソロベイチックは次のように述べた。「スポーツはいくつかの人間的価値を有する。スポーツは人間的価値を高める社会の手助けをすべきだが、MMAと手を結ぶことはそのケースに当てはまらない」。さらに、「MMAはスポーツでなくて、一種のショーだ」と発言すると、「対戦相手に馬乗りとなって頭部に打撃を加えるような競技は若い世代の教育に悪影響を及ぼす。柔道の大会を通してこの類の団体を宣伝するのは好ましくない」とも語った。

## 大会結果

### 男子
| 階級        | 金                           | 銀                           | 銅                                                    |
| ----------- | ---------------------------- | ---------------------------- | ----------------------------------------------------- |
| 60kg以下級  | ベスラン・ムドラノフ         | オルハン・サファロフ         | ルドビク・カマーティン アミラン・パピナシビリ         |
| 66kg以下級  | カマル・ハーン＝マゴメドフ   | ロイク・コルバル             | ミハイル・プリャエフ セバスチャン・ザイドル           |
| 73kg以下級  | サギ・ムキ                   | ヌグザリ・タタラシビリ       | ロク・ドラクシッチ ディルク・バンティヘルト           |
| 81kg以下級  | アブタンディル・チリキシビリ | イワン・ニフォントフ         | ロイク・ピエトリ アレクサンダー・ヴィーツェルツァック |
| 90kg以下級  | キリル・デニソフ             | ヴァルラーム・リパルテリアニ | ギヨーム・エレモント イリアス・イリアディス           |
| 100kg以下級 | ヘンク・フロル               | ルカシュ・クルパレク         | シリル・マレ トマ・ニキフォロフ                       |
| 100kg超級   | アダム・オクルアシビリ       | オル・サッソン               | ヤキフ・ハンモ レナート・サイドフ                     |

### 女子
| 階級       | 金                           | 銀                         | 銅                                              |
| ---------- | ---------------------------- | -------------------------- | ----------------------------------------------- |
| 48kg以下級 | シャルリーヌ・ファンスニック | エブル・シャヒン           | チェルノビツキ・エーヴァ イリーナ・ドルゴワ     |
| 52kg以下級 | アンドレア・キトゥ           | アナベル・ウラニ           | マリーン・クラー ナタリア・クジュティナ         |
| 57kg以下級 | テルマ・モンテイロ           | ヘドヴィグ・カラカス       | ノラ・ジャコヴァ ミリアム・ローパー             |
| 63kg以下級 | マルティナ・トライドス       | ティナ・トルステニャク     | クラリス・アグベニュー ヤーデン・ジェルビ       |
| 70kg以下級 | キム・ポリング               | ラウラ・ヴァルガス＝コッホ | サントラ・ディートリヒ ベルナデッテ・グラフ     |
| 78kg以下級 | マリンド・フェルケルク       | ルイーゼ・マルツァン       | フーシェ・ステーンハイス アナマリ・ベレンシェク |
| 78kg超級   | エミリ・アンデオル           | ヤスミン・クルプス         | スビトラーナ・ヤロムカ ベルキス＝ゼーラ・カヤ   |

### 男子
| 階級     | 金                 | 銀                       | 銅                                              |
| -------- | ------------------ | ------------------------ | ----------------------------------------------- |
| 90kg超級 | イルハム・ザキエフ | オレクサンドル・ポミノフ | ザキール・ミスリモフ アレクサンドル・パラシウク |

### 女子
| 階級       | 金                 | 銀                       | 銅                                          |
| ---------- | ------------------ | ------------------------ | ------------------------------------------- |
| 57kg以下級 | イナ・チェルニャク | サビーナ・アブドゥラエワ | ナタリヤ・ニコライチク ラモーナ・ブルッシグ |

## 国別団体戦

### 男子
| 優勝 | 2位 | 3位 | 3位 |
| フランス ロイク・コルバル ダビド・ラローズ フローレン・ウラニ ピエール・デュプラ ロイク・ピエトリ アレクサンドル・イディル シリル・マレ | ジョージア アミラン・パピナシビリ ヌグザリ・タタラシビリ ラシャ・シャフダトゥアシビリ アブタンディル・チリキシビリ ウシャンギ・マルギアニ ヴァルラーム・リパルテリアニ ベカ・グビニアシビリ アダム・オクルアシビリ レヴァニ・マチアシビリ | ロシア ミハイル・プリャエフ カマル・ハーン＝マゴメドフ デニス・ヤルツェフ イワン・ニフォントフ アラン・フベツォフ キリル・ボプロソフ キリル・デニソフ レナート・サイドフ | ウクライナ · ゲオルグリー・ザンタラヤ · セルジ・ドレボット · ビタリ・ドゥブチク · ケジャウ・ニャバリ · ヤキフ・ハンモ |

### 女子
| 優勝 | 2位 | 3位 | 3位 |
| フランス アナベル・ウラニ オトーヌ・パヴィア レティシア・ブロ クラリス・アグベニュー ジブリズ・エマヌ マリー＝エヴ・ガイエ エミリ・アンデオル マドレーヌ・マロンガ | ドイツ マリーン・クラー ミリアム・ローパー ヴィオラ・ヴェヒター マルティナ・トライドス ラウラ・ヴァルガス＝コッホ サントラ・ディートリヒ ルイーゼ・マルツァン ヤスミン・クルプス フランツィスカ・コーニッツ | イタリア オデッテ・ジュフリーダ バレンティーナ・モスカット ジュリア・クインタバレ エドヴィジェ・グヴェンド ジュリア・カントーニ アッスンタ・ガレオーネ | スロベニア ペトラ・ナレクス ヴロラ・ベデティ ティナ・トルステニャク ニーナ・ミロシェビッチ アンカ・ポガチニック アナマリ・ベレンシェク |

## 各国メダル数
| 順 | 国・地域         | 金 | 銀 | 銅 | 計 |
| -- | ---------------- | -- | -- | -- | -- |
| 1  | フランス         | 3  | 2  | 3  | 8  |
| 2  | ロシア           | 3  | 1  | 6  | 10 |
| 3  | オランダ         | 3  | 0  | 2  | 5  |
| 4  | ジョージア       | 2  | 3  | 1  | 6  |
| 5  | ドイツ           | 1  | 4  | 6  | 11 |
| 6  | アゼルバイジャン | 1  | 2  | 1  | 4  |
| 7  | ウクライナ       | 1  | 1  | 4  | 6  |
| 8  | イスラエル       | 1  | 1  | 1  | 3  |
| 9  | ベルギー         | 1  | 0  | 2  | 3  |
| 10 | ポルトガル       | 1  | 0  | 0  | 1  |
| 10 | ルーマニア       | 1  | 0  | 0  | 1  |
| 12 | スロベニア       | 0  | 1  | 3  | 4  |
| 13 | ハンガリー       | 0  | 1  | 1  | 2  |
| 13 | トルコ           | 0  | 1  | 1  | 2  |
| 15 | チェコ           | 0  | 1  | 0  | 1  |
| 16 | オーストリア     | 0  | 0  | 1  | 1  |
| 16 | ギリシャ         | 0  | 0  | 1  | 1  |
| 16 | イタリア         | 0  | 0  | 1  | 1  |
| 16 | コソボ           | 0  | 0  | 1  | 1  |
| 16 | スイス           | 0  | 0  | 1  | 1  |